# 国鉄3080形蒸気機関車

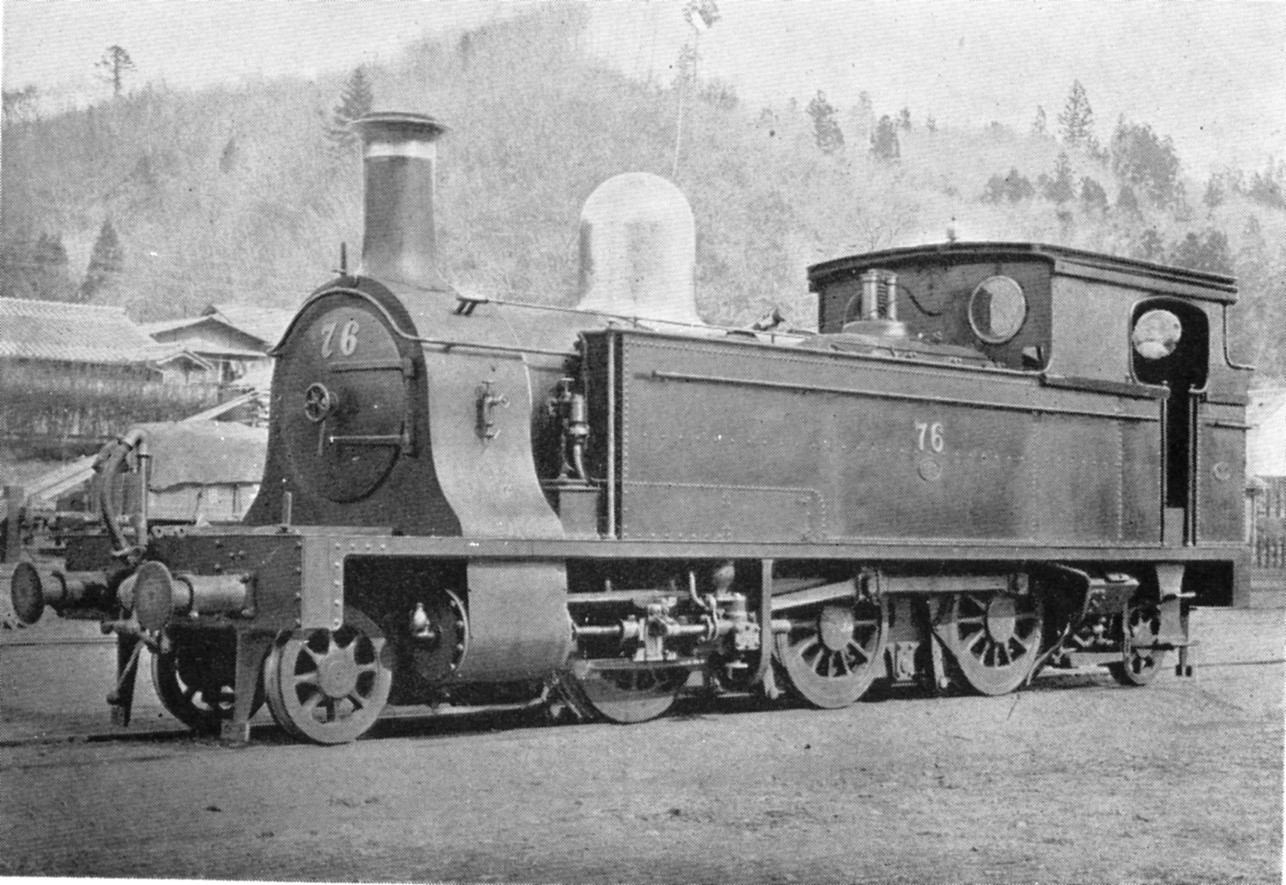
鉄道作業局 76（後の鉄道院 3081）

3080形は、かつて日本国有鉄道の前身である、鉄道作業局、鉄道院等に所属したタンク式蒸気機関車である。

## 概要
勾配線区用として、1888年（明治21年）にイギリスのナスミス・ウィルソン社から2両（製造番号336，337）を輸入したものである。車軸配置は2-6-2(1C1)、2気筒単式で飽和式、番号は102, 104、1894年（明治27年）の改番ではAB形（74, 76）となり、鉄道作業局ではB5形と称した。1909年（明治42年）に制定された鉄道院の車両称号規程では、3080形（3080, 3081）と改められた。
形態は伝統的なイギリス古典機タイプであり、勾配線区用として当時は日本最大級の機関車であった。側水槽は第1動輪上部から運転室にまで達する大きなものを装備しており、運転室後部には炭庫が設けられていたが奥行きが浅く、後に運転室側に拡張している。蒸気ドームは第2缶胴上にあり、砂箱は煙室覆いと側水槽の間の歩み板上と、運転室の床下に設けられている。また、日本の機関車としては初めて真空制動機を装備した点が特筆される。火室も広火室型のベルペア式である。勾配線区で使用するため、日本で初めて真空ブレーキが採用された。基本設計は、当時の汽車監察方であったフランシス・ヘンリー・トレビシックの手によるものと推定される。
後に勾配線区用タンク機関車として大量生産されたB6形の原型ともいえる機関車で、後に神戸工場で国産されたB7形の範となった。
鉄道作業局時代は信越線で使用されており、その後の移動は詳らかでないが、1916年（大正5年）に両機とも中部鉄道管理局管内で廃車となった。その後は2両とも民間に払い下げられた。
3080は同年9月に美唄鉄道に移ってそのままの番号で使用された。その間、1927年（昭和2年）頃から大夕張炭礦専用鉄道（後の三菱石炭鉱業大夕張鉄道線）の建設用に使用され、工事完成後は美唄鉄道に戻ったが、1932年（昭和7年）に廃車となった。
一方の3081は1917年（大正6年）4月に小倉鉄道に移って同社の11となり、1934年（昭和9年）まで使用された。

### 主要諸元
- 全長：10,452mm
- 全高：3,658mm
- 最大幅：2,311mm
- 軌間：1,067mm
- 車軸配置：2-6-2(1C1)
- 動輪直径：1219mm
- 弁装置：スチーブンソン式基本型
- シリンダー（直径×行程）：406mm×559mm
- ボイラー圧力：9.8(11.2)kg/cm2
- 火格子面積：1.39m2
- 全伝熱面積：92.6m2
  - 煙管蒸発伝熱面積：84.3m2
  - 火室蒸発伝熱面積：8.4m2
- ボイラー水容量：3.1m3
- 小煙管（直径×長サ×数）：44.5mm×3,391mm×178本
- 機関車運転整備重量：47.64t
- 機関車空車重量：39.37t
- 機関車動輪上重量（運転整備時）：34.24t
- 機関車動輪軸重（最大・第2動輪上）：11.76t
- 水タンク容量：4.53m3
- 燃料積載量：2.84(1.12)t
- 機関車性能
  - シリンダ引張力：7,200kg
- ブレーキ装置：手ブレーキ、真空ブレーキ

括弧書きは、形式図集1914年度版の3081に対する数値。